# تريفور ولستنهولم
تريفور ولستنهولم (بالإنجليزية: Trevor Wolstenholme)‏ هو لاعب كرة قدم بريطاني في مركز نصف الجناح، ولد في 18 يونيو 1943 في برستبوري في المملكة المتحدة. لعب مع برمنغهام سيتي ونادي توركي يونايتد ونادي يورك سيتي.